# Casa de los Lirios

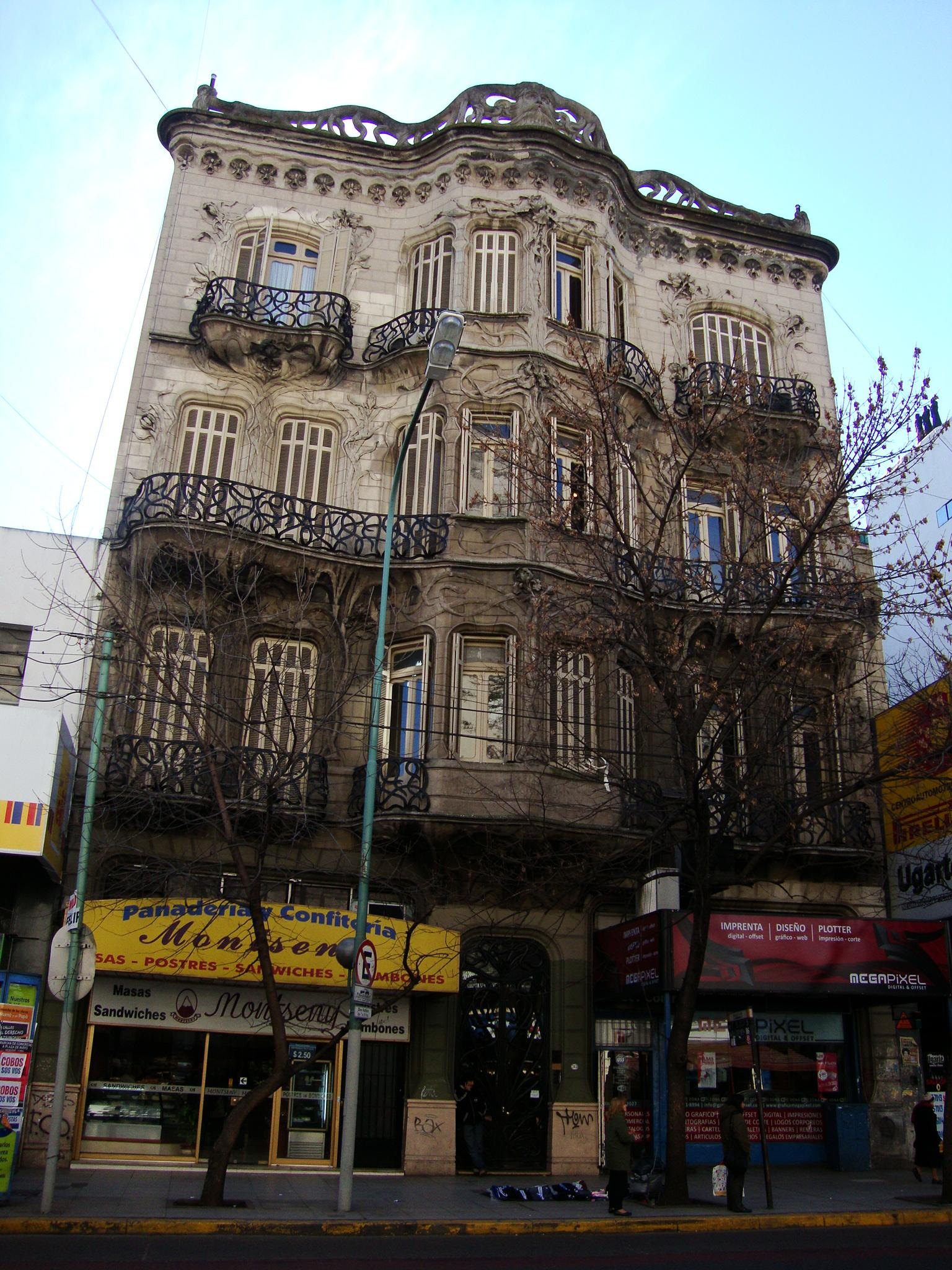
Fachada de la Casa de los Lirios

La Casa de los Lirios es uno de los edificios más representativos del Art Nouveau en la ciudad de Buenos Aires, Argentina.
Se encuentra en Avenida Rivadavia 2027 y 2031, en el barrio de Balvanera, y fue construido hacia 1903 o 1905 para Miguel Capurro. El proyectista fue el ingeniero argentino Eduardo S. Rodríguez Ortega, que ha sido catalogado como un admirador del arquitecto Antonio Gaudí.

## Descripción

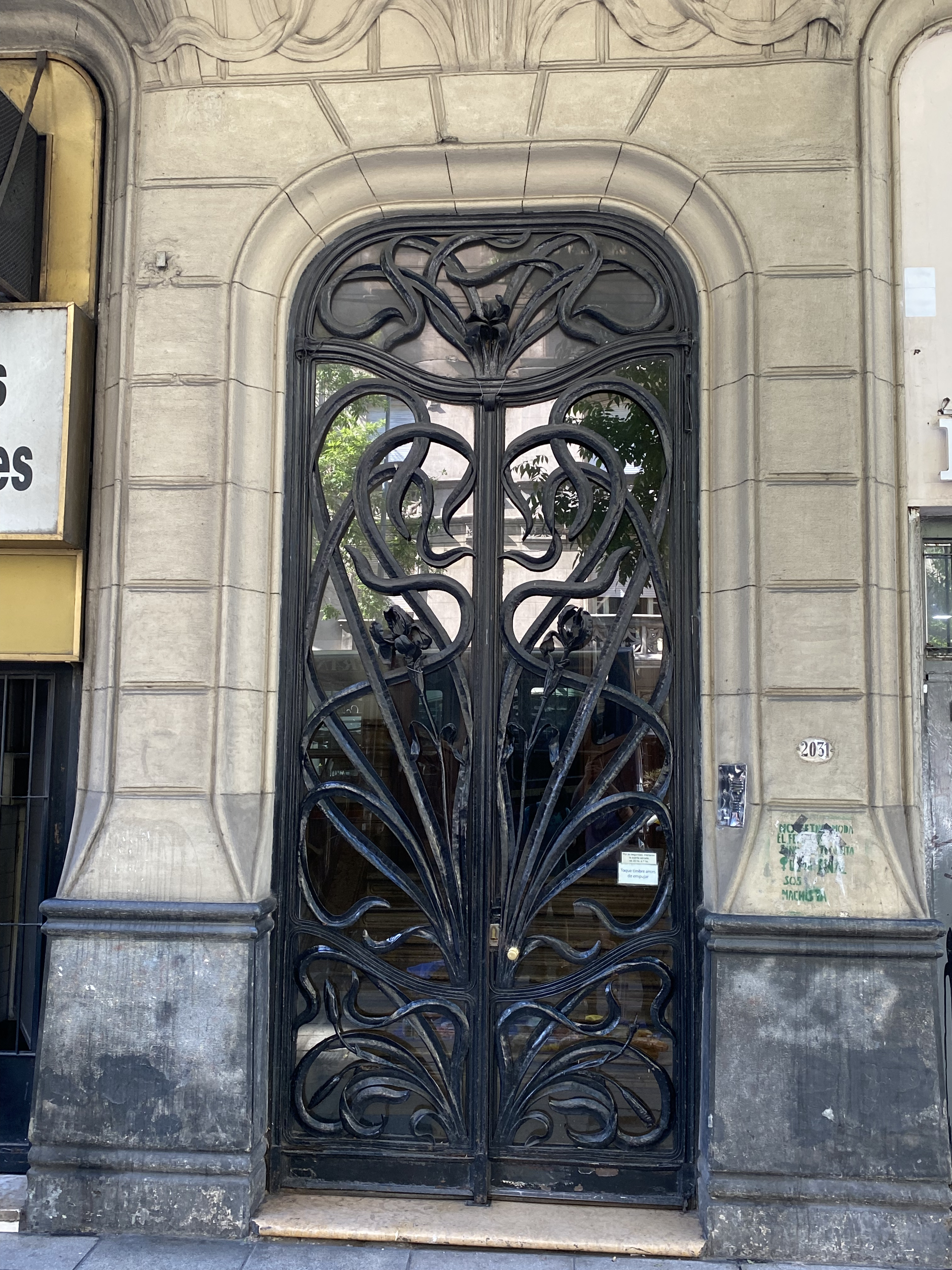
Puerta de hierro con ondulaciones haciendo referencia al Art Noveau

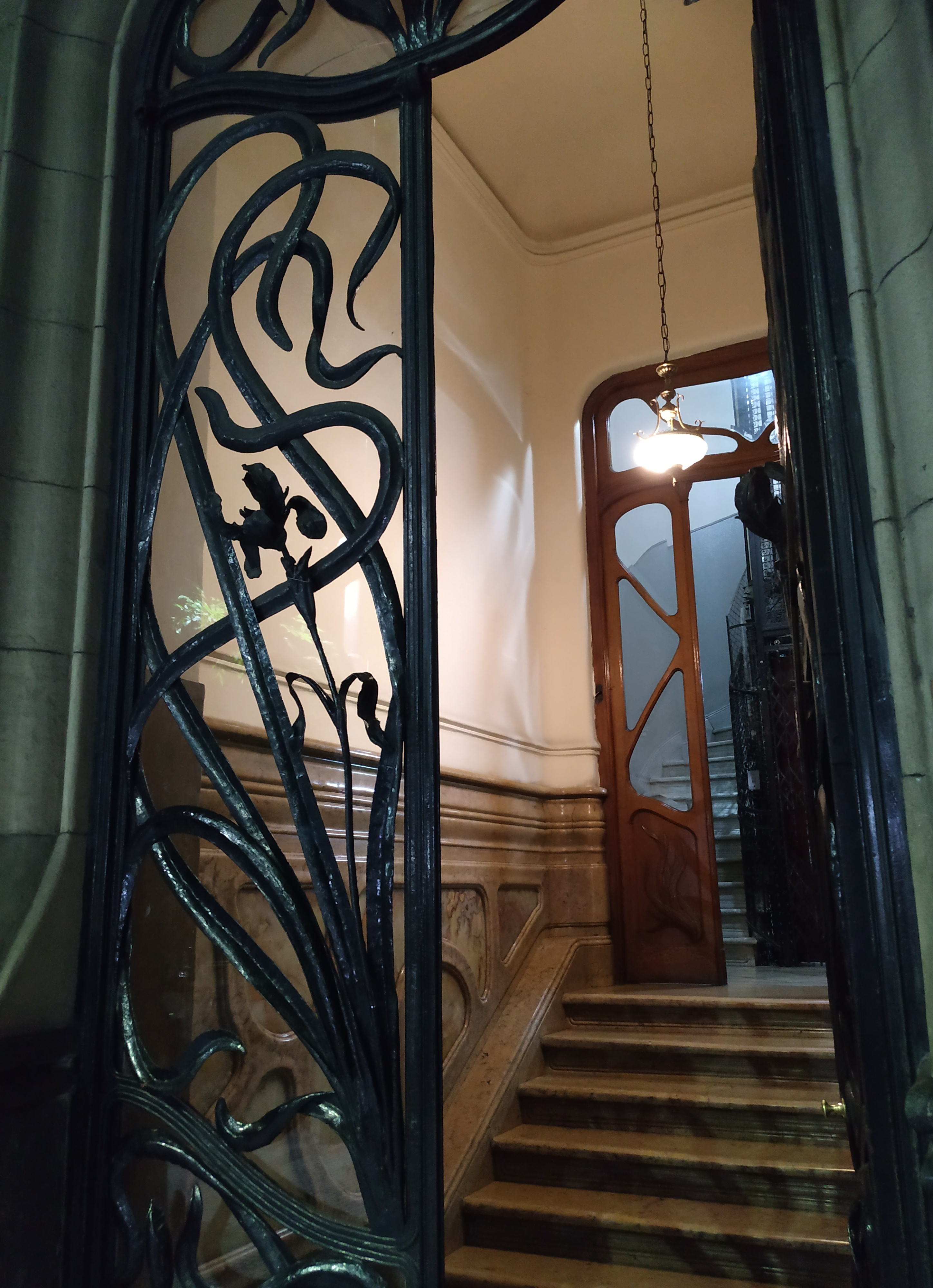
Vista nocturna de la entrada abierta y el hall.

Fue construido entre 1903 y 1905 por el ingeniero Eduardo Rodríguez Ortega (1831-1938) (quien  también construyó otro edificio notable en la esquina de Rivadavia y Ayacucho) que ha sido catalogado como un admirador del arquitecto Antonio Gaudí (máximo exponente del modernismo catalán en Barcelona), razón por la cual el edificio tiene toques gaudianos, como en el caso de los balcones.
La Casa de los Lirios es un edificio de viviendas, con planta baja y tres pisos altos. En la primera, se encuentra hacia el centro el acceso a las viviendas (en un volumen que sobresale), y dos locales comerciales, uno a cada lado. La puerta principal lleva a un vestíbulo que conduce a la escalera y ascensor, y los comercios ocupan casi la totalidad de esa planta. Los pisos superiores son simétricos, al igual que la fachada, y poseen dos departamentos cada uno.

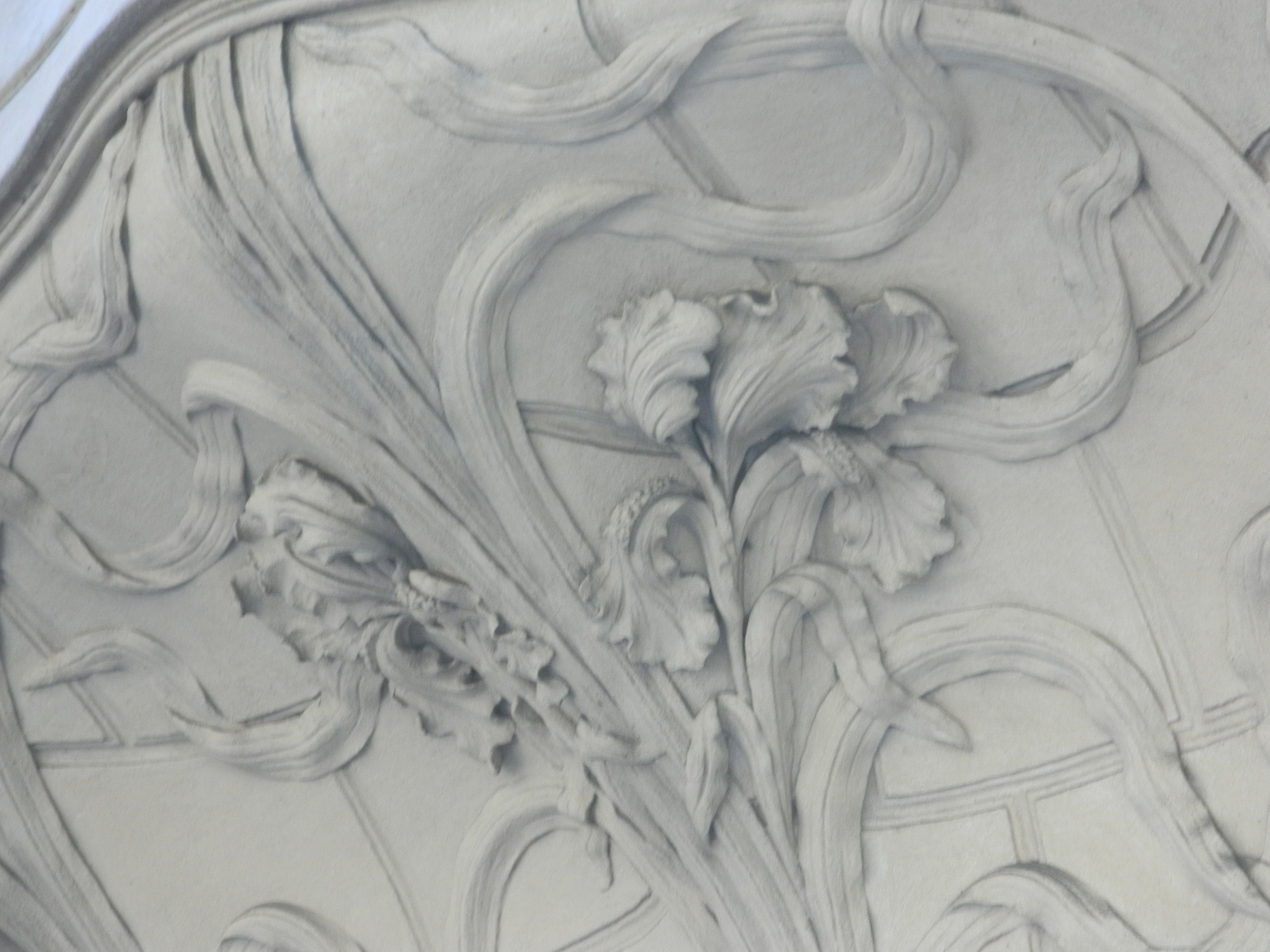
Detalle de las flores sobre la fachada

De todas formas, la gran protagonista del edificio es la fachada. Se trata de uno de los ejemplos más reconocidos de la corriente catalana del modernismo que surgió en Europa contra la tendencia académica de la arquitectura, a comienzos del siglo XX. En términos arquitectónicos, la fachada es orgánica, lo que significa que tiene su inspiración en la naturaleza, el movimiento y las ondulaciones, haciendo alusión al movimiento Art Noveau de la época. Es por la ornamentación que insinúa tallos y flores de lirio, que la casa recibió el nombre con el cual se la conoce. El capitel y los manojos de jacinto que rodean todo el frente le dan un aspecto casi fantasmal, que más envuelve y más domina cuanto más se contemplan sus balcones y la totalidad del frente, este es un trabajo de artesanía puro. Las curvas clásicas de la herrería en el Art Nouveau tienen una armoniosa prolongación en la mampostería de los bow-window que conforman el centro del mismo, en cada uno de los pisos. Se puede observar en los detalles de las ménsulas que sostienen el balaustre superior y el degrade escalonado de cada uno de los planos del mismo.

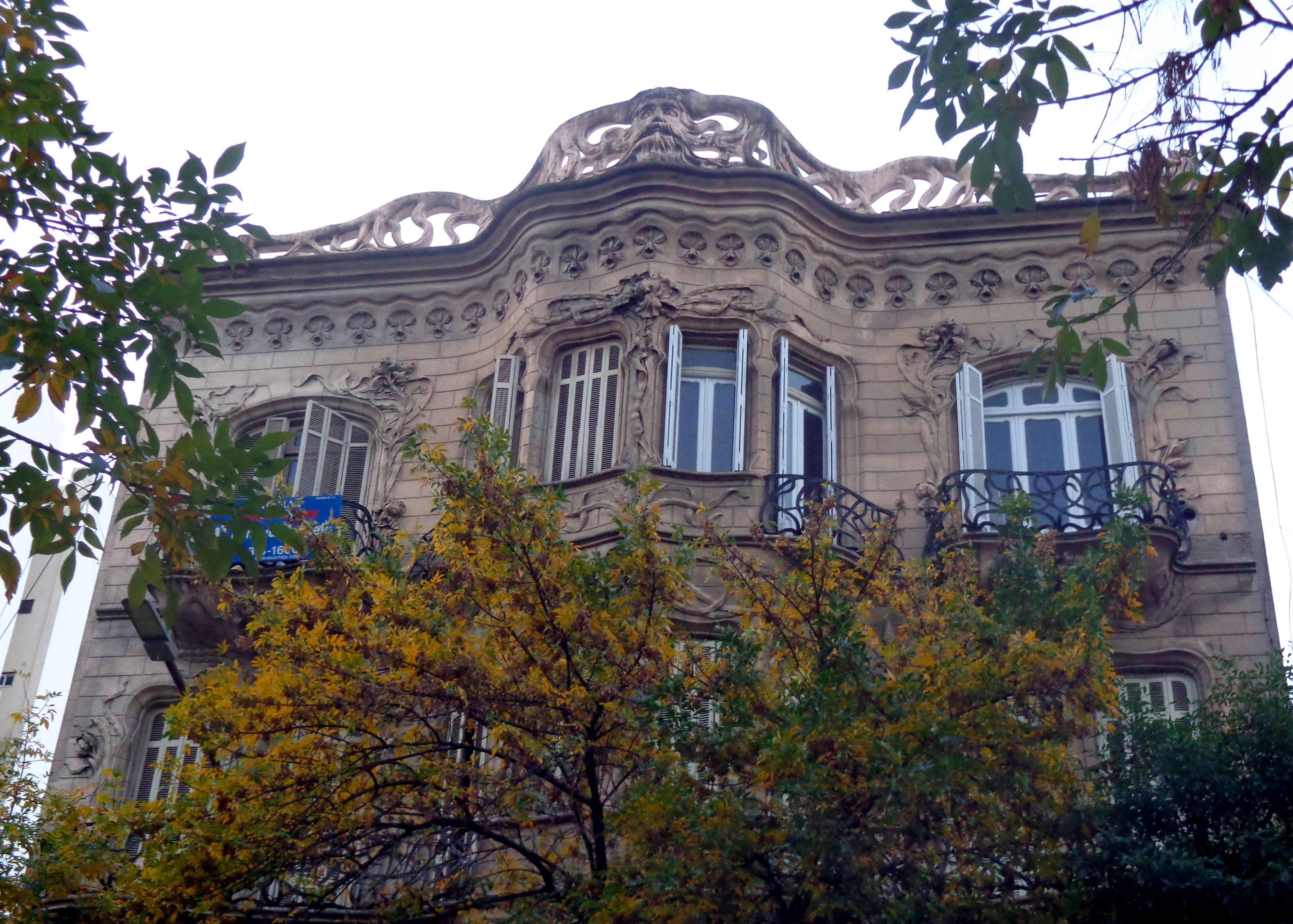
Vista desde el sureste.

En la cornisa, el volumen central está coronado por un gran rostro de un anciano realizado en yeso, con sus cabellos extendidos ocupando todo el remate que algunos lo asocian con el dios del viento Eolos, y otros con Neptuno, señor de los mares. En ambos casos, la imagen "representa el viento, la libertad, la búsqueda de algo nuevo". La puerta de acceso está realizada en hierro, al igual que las rejas de los balcones, y presenta un patrón similar al de los cabellos que decoran la cornisa. Por último, las ventanas y balcones están ornamentadas con troncos, tallos y flores, mostrando la capacidad de manejo de los materiales que se había alcanzado en la época para expresar formas fluidas y vivas.
En la actualidad un edificio es considerado Representativo por el Gobierno de la Ciudad de Buenos Aires, y cuenta con un nivel integral de protección.